# Hydrovormen
Hydrovormen  is een vormgevingstechniek, waarbij een vloeistof functioneert als (om)vormmedium.

## Geschiedenis
De eerste toepassing van het hydrovormproces was gebaseerd op een in 1950 aangevraagd patent voor de Schaible Company in Cincinnati (Verenigde Staten). Er werden keukenkranen gemaakt. In de jaren 1970 kwam de techniek, mede door de opkomst van de computer, tot wasdom.

## Werkingsprincipe

Hydrovorm principe

In een afgesloten bassin wordt met behulp van een vloeistof een druk van 3.000 bar en hoger op een plaat of op een buis uitgeoefend. Het materiaal wordt hierdoor opgerekt of gestuikt (in elkaar gedrukt) tot de gewenste vorm.

## Toepassing
Veelal wordt het hydrovormproces toegepast bij buisvormige constructies. Omdat het materiaal door het hydrovormen een gelijke wanddikte heeft kan er relatief licht en goedkoop geconstrueerd worden. Vaak wordt het hydrovormen in constructiedelen, in onder andere wielen- en as- ophangingen, van auto’s toegepast.
Bij het hydrovormen is in tegenstelling tot het persen maar de helft van het gereedschap noodzakelijk. Hierdoor zijn de gereedschapskosten lager dan bij het persen

## Toegepaste materialen
Toegepast worden de volgende metalen: (roestvast) staal, aluminium en messing.